# Police métropolitaine

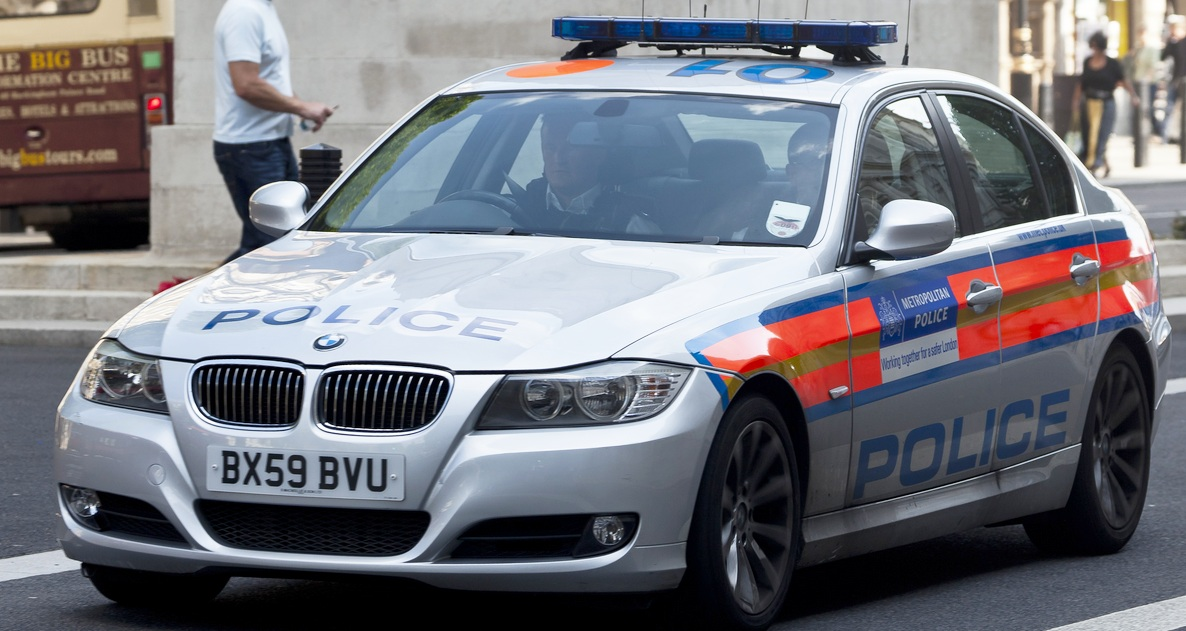
Police métropolitaine en BMW E90

Dans les pays anglo-saxons (Royaume-Uni, Canada, Irlande, États-Unis), au Japon, ainsi qu'en France la police métropolitaine est un service de police dont la juridiction dépasse celle de la seule ville d'origine pour comprendre l'agglomération (Londres, Dublin ou Nantes Métropole) ou le comté (Comté de Clark à Las Vegas) 

## Principales polices métropolitaines dans le monde
- Le Miami-Dade Police Department, le plus connu médiatiquement à travers plusieurs films et séries télévisées.
- Le Département de la Police métropolitaine de Tokyo
- Le département de la police métropolitaine du district de Columbia.
- Le Dublin Metropolitan Police, absorbé ensuite par la Garda Síochána.
- Le Metropolitan Police de Londres, connu comme the Met.
- Le Las Vegas Metropolitan Police Department.
- L'Indianapolis Metropolitan Police Department.
- Le St. Louis Metropolitan Police Department.
- Le Toronto Police Service, anciennement (mais toujours populairement) connu comme le Metropolitan Toronto Police ou plus simplement Metro.
- La Police métropolitaine des transports en commun à Nantes agi sur les 24 communes de la métropole dans les transports en commun du réseau TAN